# Agoney

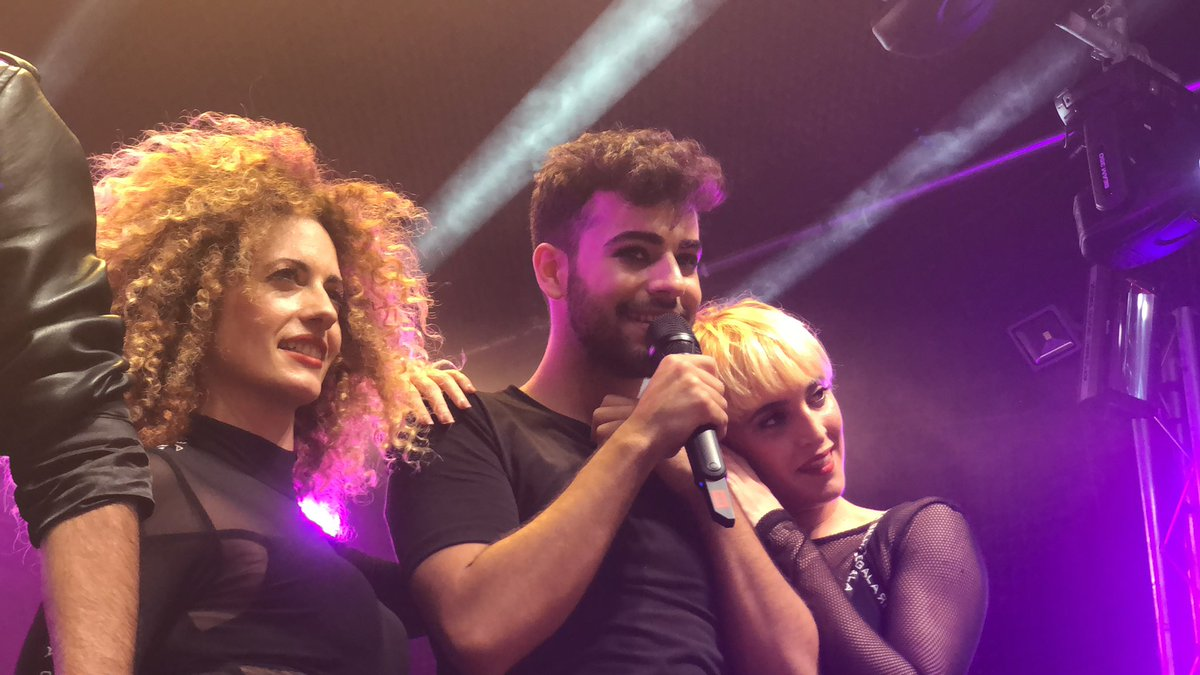
Agoney während eines Konzerts im Jahr 2018.

Agoney (* 18. Oktober 1995 in Adeje, Teneriffa, Spanien; eigentlich Agoney Hernández Morales) ist ein spanischer Sänger, Komponist und Performer, der durch seine Teilnahme am Programm Operación Triunfo 2017 bekannt wurde. Aufgrund seines großen Stimmpotentials und der Vielseitigkeit seiner Stimme – und in Bezug auf seine Heimat auf den Kanarischen Inseln – wurde er als „Kanarienvogel mit der goldenen Stimme“ bezeichnet.

## Werdegang
2017 trat Agoney beim Casting der Operación Triunfo 2017 auf, einer Reality-Talentshow, die die spanische Originalversion des Star-Academy-Franchise ist. Agoney wurde als einer der 16 Teilnehmer der Talentshow ausgewählt. Er verpasste knapp das Finale. In Runde 12 unterlag er gegen die Mitbewerberin Ana Guerra, die 50,3 % der Zuschauerstimmen gewann, und belegte damit im Endklassement Platz 6. Nach Abschluss des Wettbewerbs war Agoney Teil der spanischen Operación-Triunfo-Tour und trat an so Orten wie dem Palau Sant Jordi in Barcelona, dem Olympiastadion Sevilla, der Bizkaia Arena in Bilbao und dem Estadio Santiago Bernabéu in Madrid auf.
Nach Abschluss der Tour begann Agoneys Solokarriere. Am 31. August 2018 veröffentlichte er seine Debütsingle Quizás. Der Text des Liedes richtet sich an diejenigen, die nicht an ihn glaubten. Musikalisch wurde Quizás mit Künstlern wie Mika, Troye Sivan und Adam Lambert verglichen. Quizás erhielt begeisterte Kritiken und erreichte Platz eins in der spanischen iTunes-Single-Tabelle. Das Musikvideo zu dem Song erreichte in weniger als 48 Stunden eine Million Aufrufe auf YouTube. Im Dezember 2018 sang er mit Ana Guerra, Lola Índigo, Raoul Vázquez und Aitana Ocaña für die Coca-Cola-Werbekampagne zu Weihnachten.
Nach der Operation Triunfo ist Agoney zu einer Ikone der LGBT-Community geworden. Er war einer der Eröffnungsredner bei LGTBI + Pride of Madrid 2018.
Agoney trat 2019 beim Gran Canaria Drag Queen Contest auf, wo er im Rahmen der Intervallshow einen Tanz-Remix seiner Single Quizás aufführte. Im November dieses Jahres machte Agoney seine erste musikalische Tournee außerhalb Spaniens nach Argentinien.
Agoney veröffentlichte im April 2020 den Kurzsong Libertad, den ersten neuen Track seines kommenden gleichnamigen Debütalbums. Libertad war als Auftakt zur Einführung des neuen Albums gedacht. Im Juni 2020 veröffentlichte Agoney Más, seine dritte Solo-Single und die Lead-Single von seinem Debütalbum Libertad. Später in diesem Monat sang er im Rahmen von „Piensa en positivo“, der offiziellen Hymne von Madrid Pride 2020. Agoney veröffentlichte im August seine vierte Solo-Single Edén. Später in diesem Monat veröffentlichte er sein Debütalbum Libertad. Das Album debütierte auf Platz 1 der spanischen Albumcharts.
Im Oktober 2022 wurde seine Teilnahme am Benidorm Fest 2023 bekannt gegeben, einer Veranstaltung zur Auswahl der Kandidatur, die Spanien beim Eurovision Song Contest in diesem Jahr vertritt. Am 19. Dezember veröffentlichte Agoney in seinen sozialen Netzwerken das Lied Quiero arder, seine Kandidatur für das Benidorm Fest 2023, beginnend als großer Publikumsliebling. Am Ende wurde Agoney Zweiter in der Wertung mit insgesamt 145 Punkten.

## Diskografie

### Alben
| Jahr | Titel         | Höchstplatzierung, Gesamtwochen, AuszeichnungChartsChartplatzierungen (Jahr, Titel, Platzierungen, Wochen, Auszeichnungen, Anmerkungen) | Anmerkungen |
| Jahr | Titel         | ES | Anmerkungen |
| ---- | ------------- | --- | ----------- |
| 2020 | Libertad      | ES1 (4 Wo.)ES |             |
| 2022 | Libertad Tour | ES—ES |             |
| 2024 | Dicotomía     | ES—ES |             |

### Singles
| Jahr | Titel Interpret                 | Höchstplatzierung, Gesamtwochen, AuszeichnungChartsChartplatzierungen (Jahr, Titel, Interpret, Platzierungen, Wochen, Auszeichnungen, Anmerkungen) | Anmerkungen |
| Jahr | Titel Interpret                 | ES | Anmerkungen |
| ---- | ------------------------------- | --- | ----------- |
| 2018 | Magia Miriam Rodríguez & Agoney | ES65 (2 Wo.)ES |             |
| 2018 | Quizás                          | ES18 (2 Wo.)ES |             |
| 2019 | Black                           | ES82 (1 Wo.)ES |             |

Weitere Lieder
- 2020: Libertad
- 2020: Más
- 2020: Edén
- 2021: Soy Fuego
- 2021: ¿Quién Pide Al Cielo Por Ti?
- 2022: Bangover
- 2022: Cachito
- 2022: Quiero arder
- 2023: Intacto
- 2024: Tormenta
- 2024: Éxtasis

### Kooperationen
- 2018: El mundo entero (mit  Aitana, Ana Guerra, Mimi Doblas, Raoul Vázquez und Maikel Delacalle)
- 2020: Strangers (mit Brian Cross)
- 2020: Sin miedo 2020 (mit Rosana, Álex Ubago, Efecto Pasillo, Mónica Naranjo, Rosario Flores, Soledad Pastorutti u. a.)
- 2020: Piensa en positivo (mit Ana Mena, Vega, Rafa Sánchez u. a.)